# Gran Premio di Germania 2018
Il Gran Premio di Germania 2018 è stata l'undicesima prova della stagione 2018 del campionato mondiale di Formula 1. La gara, corsa domenica 22 luglio 2018 sul circuito di Hockenheim, è stata vinta dal britannico Lewis Hamilton su Mercedes, al suo sessantaseiesimo successo nel mondiale. Hamilton ha preceduto sotto la bandiera a scacchi il suo compagno di squadra, il finlandese Valtteri Bottas e l'altro finlandese Kimi Räikkönen su Ferrari.

## Vigilia

### Sviluppi futuri
La Mercedes conferma la coppia di piloti titolari, anche per la prossima stagione. Il contratto con Lewis Hamilton è prolungato fino al termine della stagione 2020, mentre Valtteri Bottas è confermato per la stagione 2019.

### Aspetti tecnici
Per questa gara la Pirelli, fornitrice unica degli pneumatici, sceglie la mescola medium, soft e ultrasoft. Per questa gara la casa milanese propone un salto di mescola, tra le soft e le ultrasoft.
La FIA modifica le zone in cui potrà essere utilizzato il DRS, con l'aggiunta di una terza zona: la novità è la prima zona, stabilita tra la Sudkurve e la Nordkurve (in pratica lungo il rettifilo d'arrivo), con punto per la determinazione del distacco fra piloti individuato dopo la curva 16; la seconda zona è posta tra le curve 1 e 2, che però mantiene lo stesso detection point della prima zona. La terza è confermata lungo la Parabolika, il tratto tra la curva 4 e la curva 6, con detection point stabilito all'uscita della curva 4. Questa nuova zona in cui il DRS è attivabile è stata criticata dai piloti, in quanto, come accaduto a Silverstone, in quanto credono che nessuno utilizzerà il dispositivo, per ragioni di sicurezza.
Sulla Red Bull Racing di Daniel Ricciardo viene montata la terza MGU-K, il terzo pacco batterie e la terza centralina. Ciò comporta una penalizzazione di 20 posizioni sulla griglia di partenza. La scuderia ha invece posticipato la decisione sulla sostituzione anche del motore.

### Aspetti sportivi
Il Gran Premio di Germania fa il suo ritorno dopo una stagione di assenza, dal calendario del mondiale di F1. La gara torna sul tracciato dell'Hockenheimring, che ha ospitato anche l'ultima edizione, nel 2016. Su questo tracciato si sono svolti già 35 gran premi validi per il campionato mondiale di F1, il primo nel 1970.
In questa stagione, la gara è sponsorizzata da Emirates.
La Federazione Internazionale dell'Automobile indica l'ex pilota di F1 Mika Salo come commissario aggiunto per la gara. Il finlandese ha già svolto in passato tale funzione, l'ultima al Gran Premio degli Stati Uniti d'America 2017.
Nella prima sessione di prove libere del venerdì Nicholas Latifi ha preso il posto di Esteban Ocon alla Force India, mentre Antonio Giovinazzi quello di Marcus Ericsson alla Sauber.

## Prove

### Resoconto
Il pilota della Red Bull Racing Daniel Ricciardo fa segnare il miglior tempo nella prima sessione. Ha preceduto, di soli 4 millesimi, Lewis Hamilton, ottenendo un tempo di soli 2 decimi più alto del record della pista. Al terzo posto si è inserito Max Verstappen, che ha preceduto Vettel e i due finlandesi Bottas e Räikkönen. I primi sei hanno ottenuto dei tempi racchiusi in meno di 8 decimi. Ricciardo e Hamilton hanno provato le gomme ultrasoft, mentre Vettel ha optato per la mescola soft. Alle spalle dei primi sei si sono classificate altre tre vetture a motore Ferrari.
Nico Hülkenberg è stato autore di un'uscita di pista, senza però danneggiare la sua monoposto, grazie alla grande via di fuga. Sulla Sauber di Antonio Giovinazzi, invece, si è staccato il cofano della parte sinistra, subito all'uscita dai box. Per cause tecniche anche Stoffel Vandoorne ha potuto girare molto poco.
Col tempo di poco superiore al minuto e tredici secondi, Verstappen ha colto il nuovo record della pista, nella sessione pomeridiana del venerdì. Il pilota della Red Bull ha dovuto comunque interrompere la simulazione di gara che stava effettuando, per dei problemi alla power unit. Dietro all'olandese si sono piazzate le due Mercedes. Le Ferrari, invece, si sono maggiormente concentrate nella ricerca del migliore assetto per la gara, chiudendo col quarto e quinto tempo. Al sesto posto ha chiuso Romain Grosjean, mentre Ricciardo è classificato solo tredicesimo, dopo un testacoda, che ha consigliato all'australiano di non cercare nessun giro veloce, viste anche le penalizzazioni che subisce sulla griglia di partenze per le sostituzioni di elementi della power unit.
Nella terza sessione di prove Charles Leclerc della Sauber ottiene il miglior tempo, seguito dal compagno di squadra Marcus Ericsson e dal russo Sergej Sirotkin. Con una pioggia battente, nei primi 50 minuti di sessione solo Nico Hülkenberg aveva fatto segnare un tempo valido (con Carlos Sainz Jr. finito in testacoda), mentre, nei restanti 10 minuti, altri 9 piloti registrano un tempo cronometrato, con Sebastian Vettel che realizza il quarto tempo, mentre Kimi Räikkönen conclude all'ottavo posto. Non registrano alcun tempo i piloti della Mercedes e della Red Bull. I piloti hanno infatti voluto preservare le gomme da bagnato per la qualifica.

### Risultati
Nella prima sessione del venerdì si è avuta questa situazione: 
| Pos | Nº | Pilota           | Costruttore               | Tempo    | Gap    | Giri |
| --- | -- | ---------------- | ------------------------- | -------- | ------ | ---- |
| 1   | 3  | Daniel Ricciardo | Red Bull Racing-TAG Heuer | 1'13"525 |        | 22   |
| 2   | 44 | Lewis Hamilton   | Mercedes                  | 1'13"529 | +0"004 | 29   |
| 3   | 33 | Max Verstappen   | Red Bull Racing-TAG Heuer | 1'13"714 | +0"189 | 34   |

Nella seconda sessione del venerdì si è avuta questa situazione: 
| Pos | Nº | Pilota          | Costruttore               | Tempo    | Gap    | Giri |
| --- | -- | --------------- | ------------------------- | -------- | ------ | ---- |
| 1   | 33 | Max Verstappen  | Red Bull Racing-TAG Heuer | 1'13"085 |        | 18   |
| 2   | 44 | Lewis Hamilton  | Mercedes                  | 1'13"111 | +0"026 | 39   |
| 3   | 77 | Valtteri Bottas | Mercedes                  | 1'13"190 | +0"105 | 39   |

Nella sessione del sabato mattina si è avuta questa situazione: 
| Pos | Nº | Pilota          | Costruttore       | Tempo    | Gap    | Giri |
| --- | -- | --------------- | ----------------- | -------- | ------ | ---- |
| 1   | 16 | Charles Leclerc | Sauber-Ferrari    | 1'34"577 |        | 8    |
| 2   | 9  | Marcus Ericsson | Sauber-Ferrari    | 1'35"000 | +0"423 | 9    |
| 3   | 35 | Sergej Sirotkin | Williams-Mercedes | 1'35"334 | +0"757 | 9    |

## Qualifiche

### Resoconto
A differenza di quanto temuto al mattino, la sessione di qualifica si tiene con pista asciutta, anche se i lati della pista e i cordoli sono ancora pieni d'acqua. Nella prima fase della sessione sono i piloti delle scuderie di seconda fascia a cercare i tempi, prima di essere battuti da Kimi Räikkönen. Il finlandese è poi battuto dal compagno di scuderia Sebastian Vettel, che ottiene il record del tracciato. I tempi del duo della Mercedes, invece, non sono sufficienti per impensierire quelli della scuderia italiana. Ancora più distanti si piazzano i piloti della Red Bull Racing, mentre Vettel e Räikkönen continuano a disputarsi il tempo migliore di sessione.
S'inserisce al sesto posto Nico Hülkenberg, seguito poi da Romain Grosjean al quarto. La buona forma delle vetture motorizzate dalla Ferrari è poi testimoniata dal sesto posto di Charles Leclerc. A due minuti dal termine della sessione le due Force India sono fuori dalla qualifica, mentre Lewis Hamilton si gira nel Motodrome. Nella fase finale della Q1 Carlos Sainz Jr. si migliora, mentre non ne sono capaci Lance Stroll e Stoffel Vandoorne. Poco dopo Sergio Pérez ottiene un tempo valido per evitare il taglio, mentre Lewis Hamilton arresta la vettura per un problema idraulico, sopraggiunto dopo un suo passaggio sul cordolo, che lo costringe ad abbandonare le qualifiche. Il britannico prova anche, inutilmente, a spingere la monoposto ai box. Non passano in Q2 Esteban Ocon, le due Toro Rosso, Stroll e Vandoorne.
Le Haas sono le prime vetture a far segnare un rilievo cronometrico in Q2, prima di essere battute da Valtteri Bottas. Poco dopo la sessione è interrotta con bandiere rosse per un incidente a Marcus Ericsson, finito nella via di fuga al Motodrom. Lo svedese è capace di riportare in pista la monoposto, ma il tracciato necessita di una pulizia. Lo svedese è anche il primo a cercare un tempo, nel momento in cui la sessione è fatta ripartire. Max Verstappen, che opta per le ultrasoft, dopo aver ipotizzato l'uso delle soft, stacca un tempo di soli 36 millesimi più alto di quello di Bottas. Al termine della seconda fase sono eliminati Fernando Alonso, Sergej Sirotkin, Marcus Ericsson, oltre a Hamilton e Daniel Ricciardo, che non hanno preso parte alla Q2. L'australiano ha fatto questa scelta, in quanto, a causa delle penalizzazioni per la sostituzione di diverse componenti tecniche, si sarebbe comunque trovato a partire ultimo.
Nella fase finale Räikkönen segna subito 1'11"880, battuto, con 1'11"539, da Vettel. Il pilota della Mercedes, Bottas, s’intercala, a 170 millesimi da Vettel, mentre Max Verstappen chiude in 1'11"822. Sainz Jr. fallisce il suo primo tentativo, mentre Pérez cerca un solo giro rapido. Successivamente Räikkönen prende il secondo posto, prima che Bottas faccia 1'11"416, nuovo tempo record. Il finlandese della Mercedes è però nuovamente battuto da Vettel, con 1'11"212. All'ultimo tentativo Verstappen ripassa Kevin Magnussen; le Haas monopolizzano così la terza fila, cosa mai accaduta nella sua storia nel mondiale.
Per il tedesco della Ferrari è la cinquantacinquesima pole position, la seconda nel gran premio di casa, dopo quella del 2010.

### Risultati
Nella sessione di qualifica si è avuta questa situazione:
| Pos                         | Nº | Pilota            | Costruttore               | Q1       | Q2          | Q3       | Griglia |
| --------------------------- | -- | ----------------- | ------------------------- | -------- | ----------- | -------- | ------- |
| 1                           | 5  | Sebastian Vettel  | Ferrari                   | 1'12"538 | 1'12"505    | 1'11"212 | 1       |
| 2                           | 77 | Valtteri Bottas   | Mercedes                  | 1'12"962 | 1'12"152    | 1'11"416 | 2       |
| 3                           | 7  | Kimi Räikkönen    | Ferrari                   | 1'12"505 | 1'12"336    | 1'11"547 | 3       |
| 4                           | 33 | Max Verstappen    | Red Bull Racing-TAG Heuer | 1'13"127 | 1'12"188    | 1'11"822 | 4       |
| 5                           | 20 | Kevin Magnussen   | Haas-Ferrari              | 1'13"105 | 1'12"523    | 1'12"200 | 5       |
| 6                           | 8  | Romain Grosjean   | Haas-Ferrari              | 1'12"986 | 1'12"722    | 1'12"544 | 6       |
| 7                           | 27 | Nico Hülkenberg   | Renault                   | 1'13"479 | 1'12"946    | 1'12"560 | 7       |
| 8                           | 55 | Carlos Sainz Jr.  | Renault                   | 1'13"324 | 1'13"032    | 1'12"692 | 8       |
| 9                           | 16 | Charles Leclerc   | Sauber-Ferrari            | 1'13"077 | 1'12"995    | 1'12"717 | 9       |
| 10                          | 11 | Sergio Pérez      | Force India-Mercedes      | 1'13"427 | 1'13"072    | 1'12"774 | 10      |
| 11                          | 14 | Fernando Alonso   | McLaren-Renault           | 1'13"614 | 1'13"657    | N.D.     | 11      |
| 12                          | 35 | Sergej Sirotkin   | Williams-Mercedes         | 1'13"708 | 1'13"702    | N.D.     | 12      |
| 13                          | 9  | Marcus Ericsson   | Sauber-Ferrari            | 1'13"562 | 1'13"736    | N.D.     | 13      |
| 14                          | 44 | Lewis Hamilton    | Mercedes                  | 1'13"012 | senza tempo | N.D.     | 14      |
| 15                          | 3  | Daniel Ricciardo  | Red Bull Racing-TAG Heuer | 1'13"318 | senza tempo | N.D.     | 19      |
| 16                          | 31 | Esteban Ocon      | Force India-Mercedes      | 1'13"720 | N.D.        | N.D.     | 15      |
| 17                          | 10 | Pierre Gasly      | Scuderia Toro Rosso-Honda | 1'13"749 | N.D.        | N.D.     | 20      |
| 18                          | 28 | Brendon Hartley   | Scuderia Toro Rosso-Honda | 1'14"045 | N.D.        | N.D.     | 16      |
| 19                          | 18 | Lance Stroll      | Williams-Mercedes         | 1'14"206 | N.D.        | N.D.     | 17      |
| 20                          | 2  | Stoffel Vandoorne | McLaren-Renault           | 1'14"401 | N.D.        | N.D.     | 18      |
| Tempo limite 107%: 1'17"580 |    |                   |                           |          |             |          |         |

In grassetto sono indicate le migliori prestazioni in Q1, Q2 e Q3.

## Gara

### Resoconto
In partenza Sebastian Vettel mantiene il primo posto, seguito dai due finlandesi Valtteri Bottas e Kimi Räikkönen. Quarto è Max Verstappen, davanti a Kevin Magnussen, Nico Hülkenberg, Romain Grosjean e Sergio Pérez. Il messicano passa Grosjean, al sesto giro.
La gara è caratterizzata dalla rimonta di Lewis Hamilton, partito quattordicesimo, e Daniel Ricciardo, partito diciannovesimo. Già all'ottavo passaggio Hamilton è settimo, mentre Ricciardo si trova in quindicesima posizione. All'undicesimo giro Hamilton passa anche Hülkenberg, e al quattordicesimo giro Magnussen. Nello stesso passaggio Kimi Räikkönen è il primo pilota, fra quelli di testa, ad effettuare la sosta per il cambio gomme. Rientra in gara quarto, davanti proprio a Hamilton.
Al diciottesimo giro si ferma anche Nico Hülkenberg, che rientra con gomme medie. Tre giri dopo è il turno per Magnussen, anche lui col passaggio alle gomme di mescola media. Vettel attende il venticinquesimo giro per montare gomme nuove soft, rientrando in pista quarto, dietro al compagno di team. Al giro 28 tocca a Bottas, anche lui con gomme soft. La graduatoria vede ora in testa Kimi Räikkönen, davanti a Vettel e le due Mercedes di Hamilton e Bottas. Al ventisettesimo giro, intanto, si era ritirato Ricciardo, che era risalito fino alla sesta posizione.
Verstappen effettua la sosta per il cambio degli pneumatici al giro 29. La classifica resta immutata fino al trentanovesimo giro, quando Räikkönen lascia strada al compagno di team Vettel, che così torna al comando. Sul tracciato si fa più consistente la minaccia della pioggia: Hamilton, al giro 42, opta per nuove gomme ultrasoft, che dovrebbero consentire una buona competitività, anche in caso di pioggia leggera. Il britannico cede la quarta posizione a Verstappen, ma è capace di recuperarla già al giro 47, dopo che l'olandese si è fermato ai box, per montare gomme da bagnato intermedio, a causa della pioggia che effettivamente ha fatto la comparsa in alcune zone del tracciato, come alla curva Spitzkehre.
La pioggia però è poco intensa e Verstappen, così come gli altri piloti che nelle retrovie avevano optato per gomme da bagnato, sono costretti a rientrare ai box, per rimontare gomme slick.
Al giro 51 Vettel esce di pista alla curva Sachs. La direzione di gara invia in pista la safety car: Bottas va ai box per montare gomme ultrasoft; Hamilton, invece, dopo aver imboccato la corsia che porta ai box, all'ultimo momento riceve l'ordine dal muretto di non rientrare e torna in pista, tagliando la corsia dei box (per questo verrà messo sotto investigazione dopo la gara). Il giro seguente anche Räikkönen cambia le gomme. Al comando, in regime di vettura di sicurezza, si trova Hamilton, seguito da Bottas, Räikkönen, Verstappen, Hülkenberg e le due Force India. Tra questi, il solo Hülkenberg monta gomme da bagnato. Sempre col regime di safety car, tutti i piloti che hanno gomme da bagnato rientrano ai box per tornare alle gomme da asciutto.
Alla ripartenza della gara, nella sua valenza sportiva, Bottas cerca l'attacco su Hamilton, ma senza successo. Il britannico alza il suo ritmo di gara, facendo segnare diversi giri veloci. La Mercedes chiede poi a Bottas di mantenere le posizioni.
Lewis Hamilton conquista la sua sessantaseiesima vittoria nel mondiale di F1 e torna in vetta alla classifica dei piloti.

### Risultati
I risultati del Gran Premio sono i seguenti:
| Pos | Nº | Pilota            | Costruttore               | Giri | Tempo/Ritiro       | Griglia | Punti |
| --- | -- | ----------------- | ------------------------- | ---- | ------------------ | ------- | ----- |
| 1   | 44 | Lewis Hamilton    | Mercedes                  | 67   | 1h32'29"845        | 14      | 25    |
| 2   | 77 | Valtteri Bottas   | Mercedes                  | 67   | +4"535             | 2       | 18    |
| 3   | 7  | Kimi Räikkönen    | Ferrari                   | 67   | +6"732             | 3       | 15    |
| 4   | 33 | Max Verstappen    | Red Bull Racing-TAG Heuer | 67   | +7"654             | 4       | 12    |
| 5   | 27 | Nico Hülkenberg   | Renault                   | 67   | +26"609            | 7       | 10    |
| 6   | 8  | Romain Grosjean   | Haas-Ferrari              | 67   | +28"871            | 6       | 8     |
| 7   | 11 | Sergio Pérez      | Force India-Mercedes      | 67   | +30"556            | 10      | 6     |
| 8   | 31 | Esteban Ocon      | Force India-Mercedes      | 67   | +31"750            | 15      | 4     |
| 9   | 9  | Marcus Ericsson   | Sauber-Ferrari            | 67   | +32"362            | 13      | 2     |
| 10  | 28 | Brendon Hartley   | Scuderia Toro Rosso-Honda | 67   | +34"197            | 16      | 1     |
| 11  | 20 | Kevin Magnussen   | Haas-Ferrari              | 67   | +34"919            | 5       |       |
| 12  | 55 | Carlos Sainz Jr.  | Renault                   | 67   | +43"069            | 8       |       |
| 13  | 2  | Stoffel Vandoorne | McLaren-Renault           | 67   | +46"617            | 18      |       |
| 14  | 10 | Pierre Gasly      | Scuderia Toro Rosso-Honda | 66   | +1 giro            | 20      |       |
| 15  | 16 | Charles Leclerc   | Sauber-Ferrari            | 66   | +1 giro            | 9       |       |
| 16  | 14 | Fernando Alonso   | McLaren-Renault           | 65   | Cambio             | 11      |       |
| Rit | 18 | Lance Stroll      | Williams-Mercedes         | 53   | Freni              | 17      |       |
| Rit | 5  | Sebastian Vettel  | Ferrari                   | 51   | Incidente          | 1       |       |
| Rit | 35 | Sergej Sirotkin   | Williams-Mercedes         | 51   | Perdita d'olio     | 12      |       |
| Rit | 3  | Daniel Ricciardo  | Red Bull Racing-TAG Heuer | 27   | Perdita di potenza | 19      |       |

## Classifiche mondiali

### Piloti
| Pos | Pilota            | Punti |
| --- | ----------------- | ----- |
| 1   | Lewis Hamilton    | 188   |
| 2   | Sebastian Vettel  | 171   |
| 3   | Kimi Räikkönen    | 131   |
| 4   | Valtteri Bottas   | 122   |
| 5   | Daniel Ricciardo  | 106   |
| 6   | Max Verstappen    | 105   |
| 7   | Nico Hülkenberg   | 52    |
| 8   | Fernando Alonso   | 40    |
| 9   | Kevin Magnussen   | 39    |
| 10  | Sergio Pérez      | 30    |
| 11  | Esteban Ocon      | 29    |
| 12  | Carlos Sainz Jr.  | 28    |
| 13  | Romain Grosjean   | 20    |
| 14  | Pierre Gasly      | 18    |
| 15  | Charles Leclerc   | 13    |
| 16  | Stoffel Vandoorne | 8     |
| 17  | Marcus Ericsson   | 5     |
| 18  | Lance Stroll      | 4     |
| 19  | Brendon Hartley   | 2     |

### Costruttori
| Pos | Costruttore               | Punti |
| --- | ------------------------- | ----- |
| 1   | Mercedes                  | 310   |
| 2   | Ferrari                   | 302   |
| 3   | Red Bull Racing-TAG Heuer | 211   |
| 4   | Renault                   | 80    |
| 5   | Force India-Mercedes      | 59    |
| 5   | Haas-Ferrari              | 59    |
| 6   | McLaren-Renault           | 48    |
| 7   | Scuderia Toro Rosso-Honda | 20    |
| 8   | Sauber-Ferrari            | 18    |
| 9   | Williams-Mercedes         | 4     |

## Decisioni della FIA
Al termine della gara, la Federazione decide di non penalizzare Lewis Hamilton, per il taglio della corsia di accesso ai box, effettuato al fine di rientrare in pista senza effettuare la sosta, avvenuto nella parte finale della gara. Charlie Whiting ha spiegato che il regolamento non prevede una norma specifica che punisca questa manovra e che il precedente con Kimi Räikkönen, penalizzato di 5 secondi per una manovra simile al Gran Premio d'Europa 2016, non è un precedente valido, in quanto in quella occasione vi era un pericolo relativo all'alta velocità di quel punto del tracciato.